# Осадкин, Юрий Николаевич
Юрий Николаевич Осадкин (1951—2004) — советский и российский тренер по конькобежному спорту; Заслуженный тренер СССР, Заслуженный тренер РСФСР с 1987 года, с 2002 года Заслуженный работник физической культуры Российской Федерации.

## Биография
Родился 3 июля 1951 года в Ярославле и с семьёй в 1957 году переехал в Вологду. С 12 лет Юрий занимался в секции ДСО «Спартак» у известного тренера  Алексея Викторовича Соколова. В 1968 году он окончил среднюю школу № 2. Получил высшее образование в Смоленском институте физкультуры и после окончания работал преподавателем физкультуры в школе № 4. С 1976 года Осадкин тренер ДЮСШ, с 1986 года — старший тренер ДЮСШ Вологодского облспорткомитета, с 1988 года — старший тренер специализированной ДЮСШ олимпийского резерва ФСО «Россия».
31 июля 2004 года умер от внезапной скоротечной болезни (рак поджелудочной).

## Воспитанники
- Гуляев, Николай Алексеевич — олимпийский чемпион-1988 г. в беге на 1000 м, чемпион мира и Европы-1987 г. в классическом многоборье, двукратный чемпион страны (1987г., 1992г.).
- Фомичёв, Олег Константинович  — мастер спорта
- Беляев,  Юрий Дмитриевич Архивная копия от 18 января 2017 на Wayback Machine— мастер спорта
- Мишин, Дмитрий Сергеевич Архивная копия от 18 января 2017 на Wayback Machine — мастер спорта, призер финала Кубка России 2000 г.
- Невский, Илья Валерьевич  — мастер спорта, победитель первенства России 2001 года среди юниоров, имеет благодарность Министра спорта РФ.
- Гусев, Константин Орович — 1 взрослый разряд